# Alternativni hip-hop
Alternativni hip-hop (također poznat kao alternativni rap i eksperimentalni hip-hop) je podžanr hip-hop glazbe koji obuhvaća širok raspon stilova koji se obično ne identificiraju kao mainstream. AllMusic ga definira kao "hip-hop sastave koji se odbijaju uskladiti s bilo kojim od tradicionalnih stereotipa rapa, kao što su gangsta, bas, hardcore i party rap. Umjesto toga, oni crpe utjecaje iz funka i pop/rocka, kao i jazza, soula, reggaea pa čak i folka."
Alternativni hip-hop razvio se kasnih 1980-ih i doživio je određeni stupanj priznanja u mainstreamu tijekom ranih do sredine 1990-ih. Dok su neki sastavi kao što su Arrested Development i Fugees postigle komercijalni uspjeh, mnoge alternativne rap izvedbe više prihvaćaju slušatelji alternativnog rocka nego hip-hop ili pop publika. Komercijalni i kulturni zamah bio je spriječen istovremenom pojavom znatno tvrđeg gangsta rapa Zapadne obale. Do ponovnog procvata došlo je kasnih 1990-ih i ranih 2000-ih u osvit digitalne ere s pomlađenim interesom javnosti za nezavisnu glazbu.
Tijekom 2000-ih, alternativni hip-hop ponovno je zauzeo svoje mjesto u mainstreamu zbog sve slabije komercijalne održivosti gangsta rapa kao i crossover uspjeha umjetnika kao što su Outkast i Kanye West. Alternativni hip-hop pokret proširio se izvan Sjedinjenih Država i uključio somalijsko -kanadskog pjesnika K'naana i britanskog umjetnika M.I.A.-u. Alternativni hip-hop izvođači stekli su mnogo pohvala kritičara, ali su relativno malo izloženi putem radija i drugih medija. Najistaknutiji alternativni hip-hop izvođači uključuju A Tribe Called Quest, De La Soul, Hieroglyphics, the Pharcyde, Digable Planets, Death Grips i Black Sheep. Tijekom 2010-ih godina, razvoj alternativne hip-hop glazbe nastavio se s izvođačima koji su uzimali "eksperimentalniji" pristup hip-hop glazbi, označen pojavom ere interneta s izvođačima poput SpaceGhostPurrpa i Denzela Curryja iz kolektiva Raider Klan, ASAP Rockyja i ASAP Ferga iz kolektiva ASAP Mob i Lil Uglyja Manea.